# Моисеев, Леонид Петрович
Леони́д Петро́вич Моисе́ев (род. 16 января 1948) — российский дипломат. Чрезвычайный и полномочный посол (2004).

## Биография
Окончил МГИМО МИД СССР в 1971 году.
С 1973 года работал на различных должностях в центральном аппарате МИД СССР и МИД России и в дипломатических представительствах России в других странах мира. Владеет английским и китайским языками.
- В 1994—1997 годах — первый заместитель директора Первого департамента Азии МИД России.
- В 1997—2001 годах — директор Первого департамента Азии МИД России.
- С февраля 2000 года — член коллегии МИД России.
- С 20 июля 2001 по 10 ноября 2005 года — чрезвычайный и полномочный посол Российской Федерации в Австралии и по совместительству в Республике Вануату и Республике Науру и в Республике Островов Фиджи[1][2][3][4][5].
- С 27 ноября 2006 по 14 сентября 2011 года — специальный представитель Президента Российской Федерации по делам Шанхайской Организации Сотрудничества (ШОС). Одновременно являлся руководителем делегации Российской Федерации по вопросам ШОС, Национальным Координатором ШОС от Российской Федерации[6][7].
- С 31 октября 2011 по 20 февраля 2015 года — чрезвычайный и полномочный посол Российской Федерации в Республике Сингапур[8][9].

## Дипломатический ранг
- Чрезвычайный и полномочный посланник 2 класса (10 декабря 1995)[10]
- Чрезвычайный и полномочный посланник 1 класса (17 сентября 1998)[11]
- Чрезвычайный и полномочный посол (20 августа 2004)[12]

## Награды
- Медаль ордена «За заслуги перед Отечеством» II степени (4 марта 1998) — за большой вклад в проведение внешнеполитического курса России и многолетнюю добросовестную работу[13]
- Медаль ордена «За заслуги перед Отечеством» I степени (15 января 2004) — за большой вклад в проведение внешнеполитического курса России и многолетнюю добросовестную работу[14]
- Знак отличия «За безупречную службу» XXX лет (10 апреля 2008) — за большой вклад в реализацию внешнеполитического курса Российской Федерации и многолетнюю добросовестную работу[15]
- Благодарность президента Российской Федерации (9 января 2010) — за большой вклад в обеспечение председательства Российской Федерации в Шанхайской организации сотрудничества в 2008—2009 годах, подготовку заседания Совета глав государств — членов Шанхайской организации сотрудничества и первого саммита БРИК (Бразилия, Россия, Индия, Китай) в Екатеринбурге в 2009 году[16]